# Bolyphantes supremus
Bolyphantes supremus är en spindelart som först beskrevs av Andrei V. Tanasevitch 1986.  Bolyphantes supremus ingår i släktet Bolyphantes och familjen täckvävarspindlar. Inga underarter finns listade.